# Phare de Ouistreham
Le phare de Ouistreham (ou encore d'Ouistreham) est un phare à terre, cylindrique, mesurant 38 m de haut, fabriqué en granite et peint en rouge et blanc. Il fut mis en service en 1905, mais un premier phare existait depuis 1886, c'était une tour carrée de 13 m de haut. Il a été construit à côté de l'usine hydraulique, fonctionnant à l'époque et toujours visible de nos jours. Seule la cheminée de brique a été détruite.
Le phare d'Ouistreham est le « gardien de l'estuaire de l'Orne », il est visible à 16 milles marins à la ronde. La « signature » lumineuse du phare est de trois secondes de lumière blanche suivi d'une seconde d'obscurité. Le phare indique les dangereux rochers des Essarts grâce à un secteur rouge montrant la direction aux marins.
Grâce à ses 171 marches de granite bleu de Vire, on accède à l'optique, une lampe halogène derrière une demi-lentille de Fresnel. Il est automatisé, gardienné et visitable.
Au cours de l'été 2005, à l'occasion du centenaire, un jeu de lumière a été installé sur le phare. Il éclaire la base de l'édifice, et permet aux Ouistrehamais, en fonction de la couleur, de savoir si la mer est montante ou descendante : il est bleu lors de la marée montante, blanc le reste du temps.
Il est peint en rouge en son haut, en écho aux balises latérales bâbord de la zone A. En effet, il est implanté sur la gauche du chenal quand on entre au port.

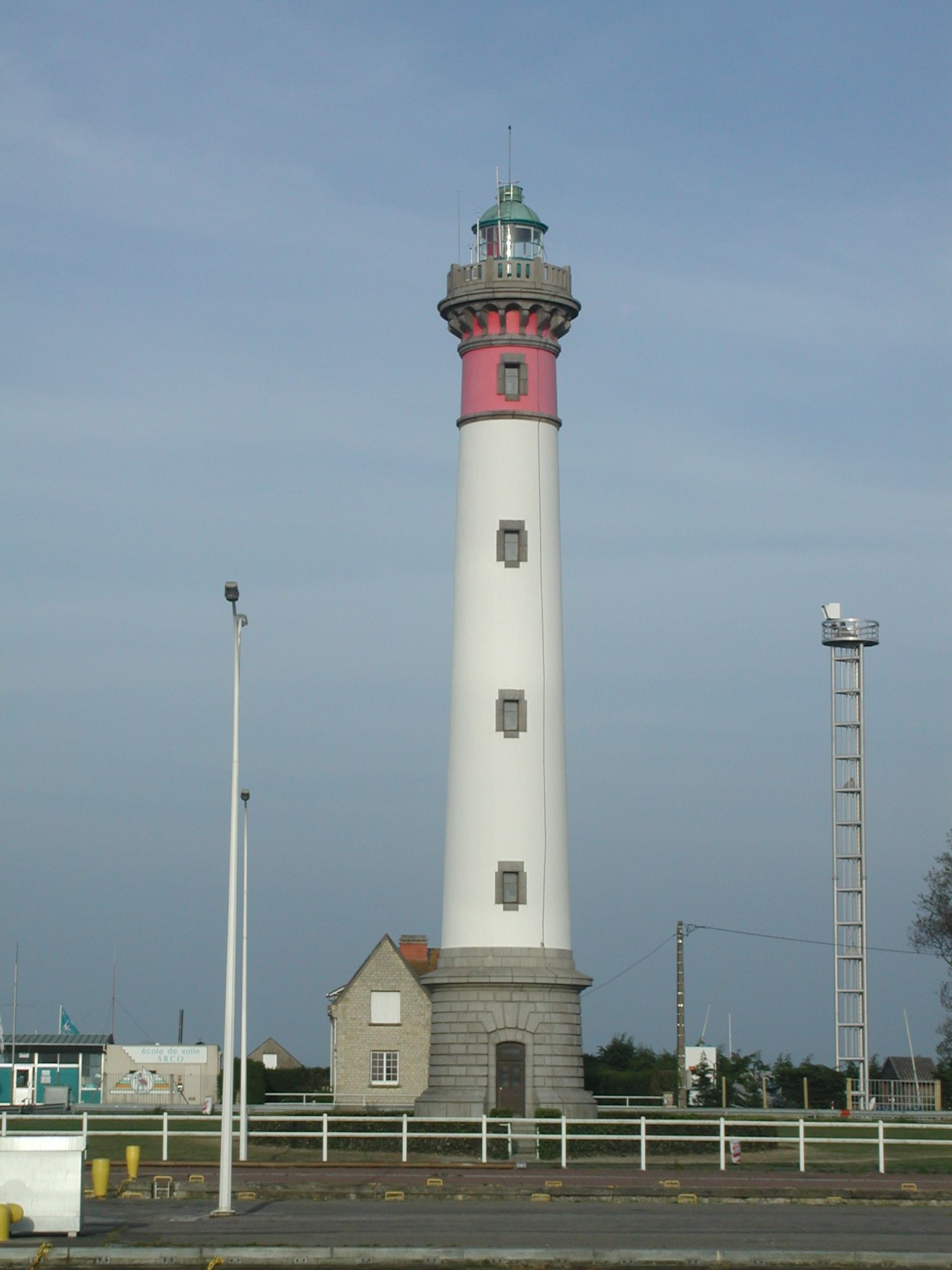
Le phare en 2001.
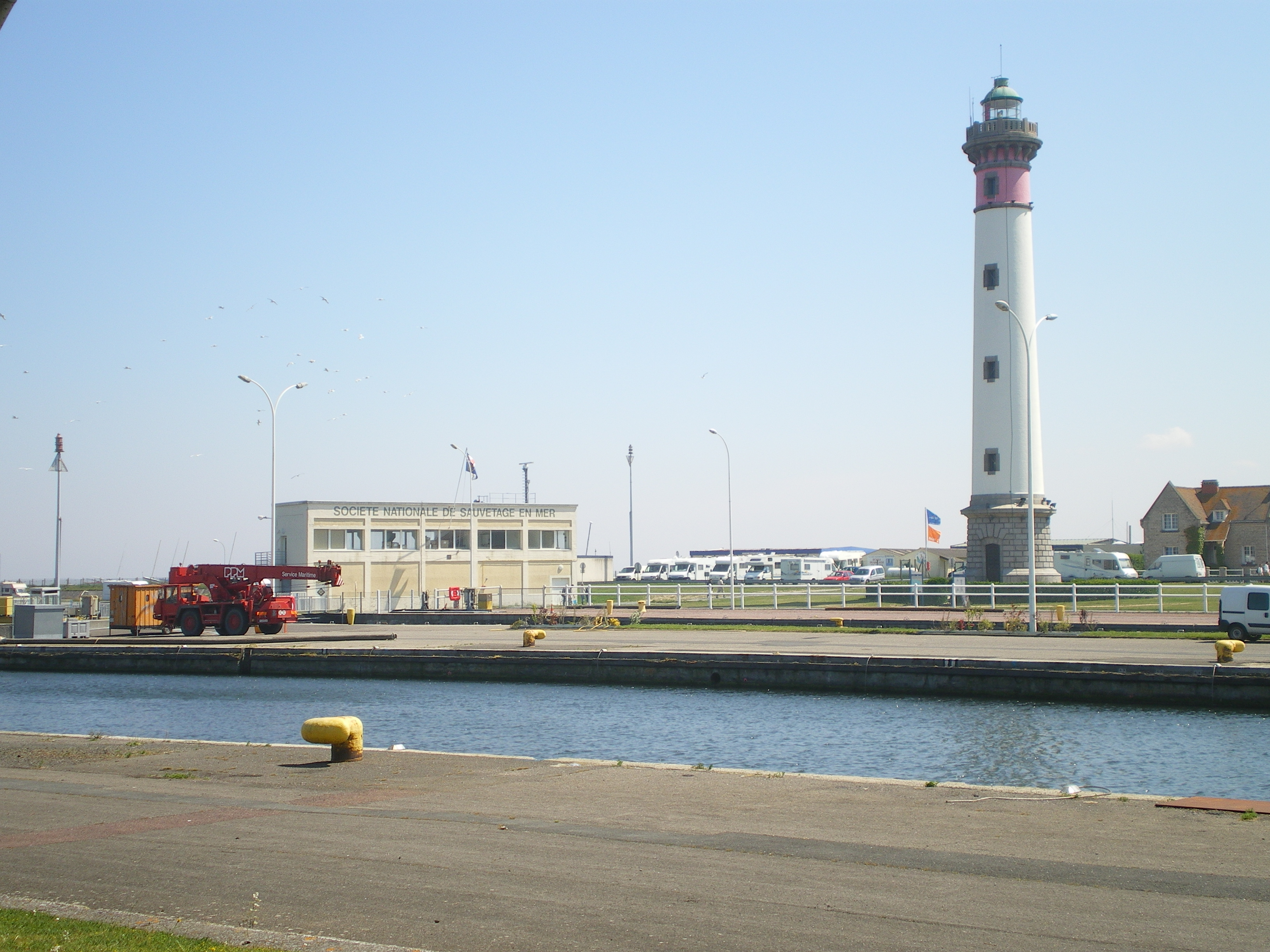
Phare de Ouistreham vu du terre-plein de l'écluse.
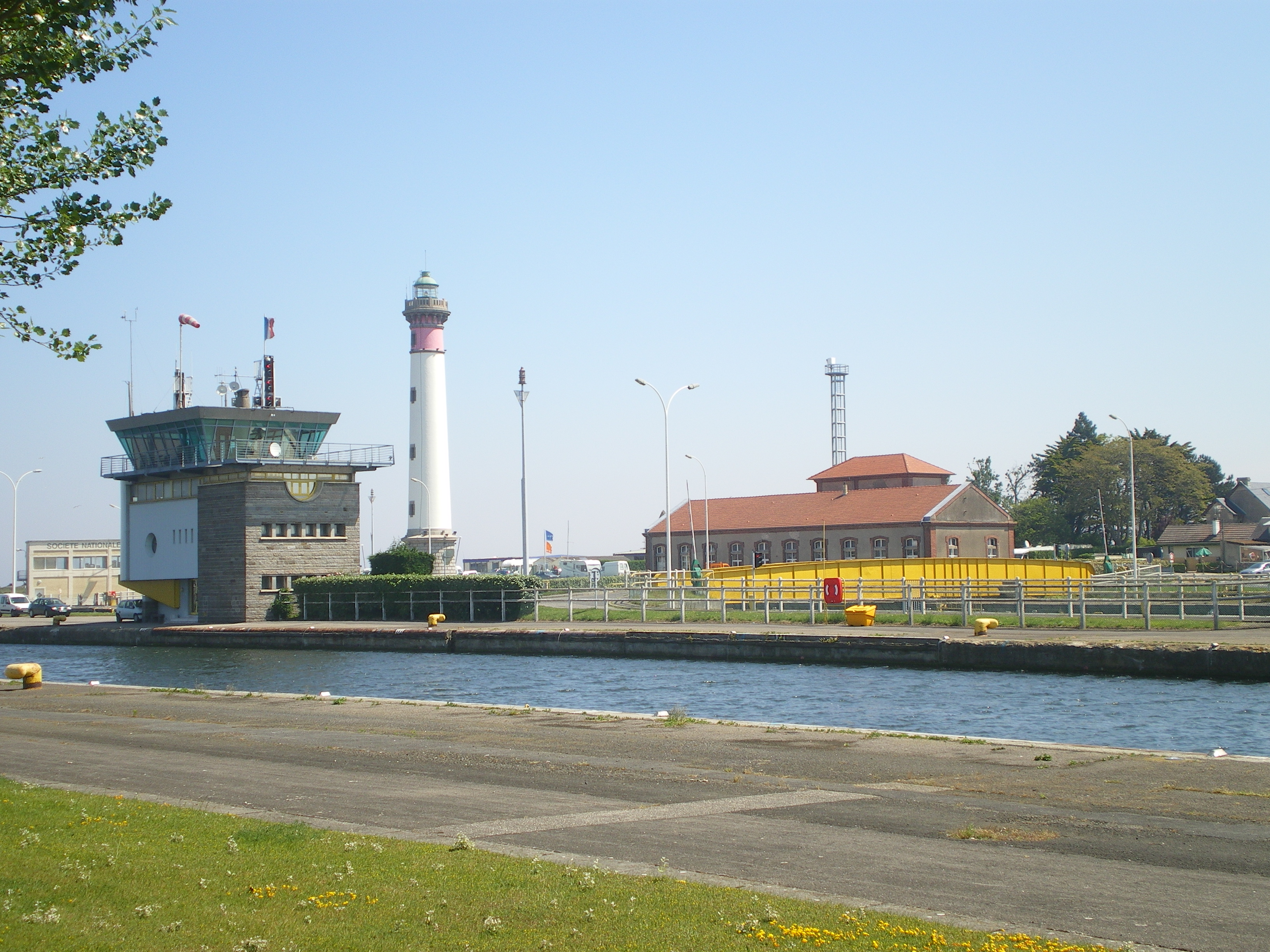
Le port de Ouistreham avec, en premier plan, l'écluse, et en arrière-plan, la capitainerie, le pont tournant et le phare.
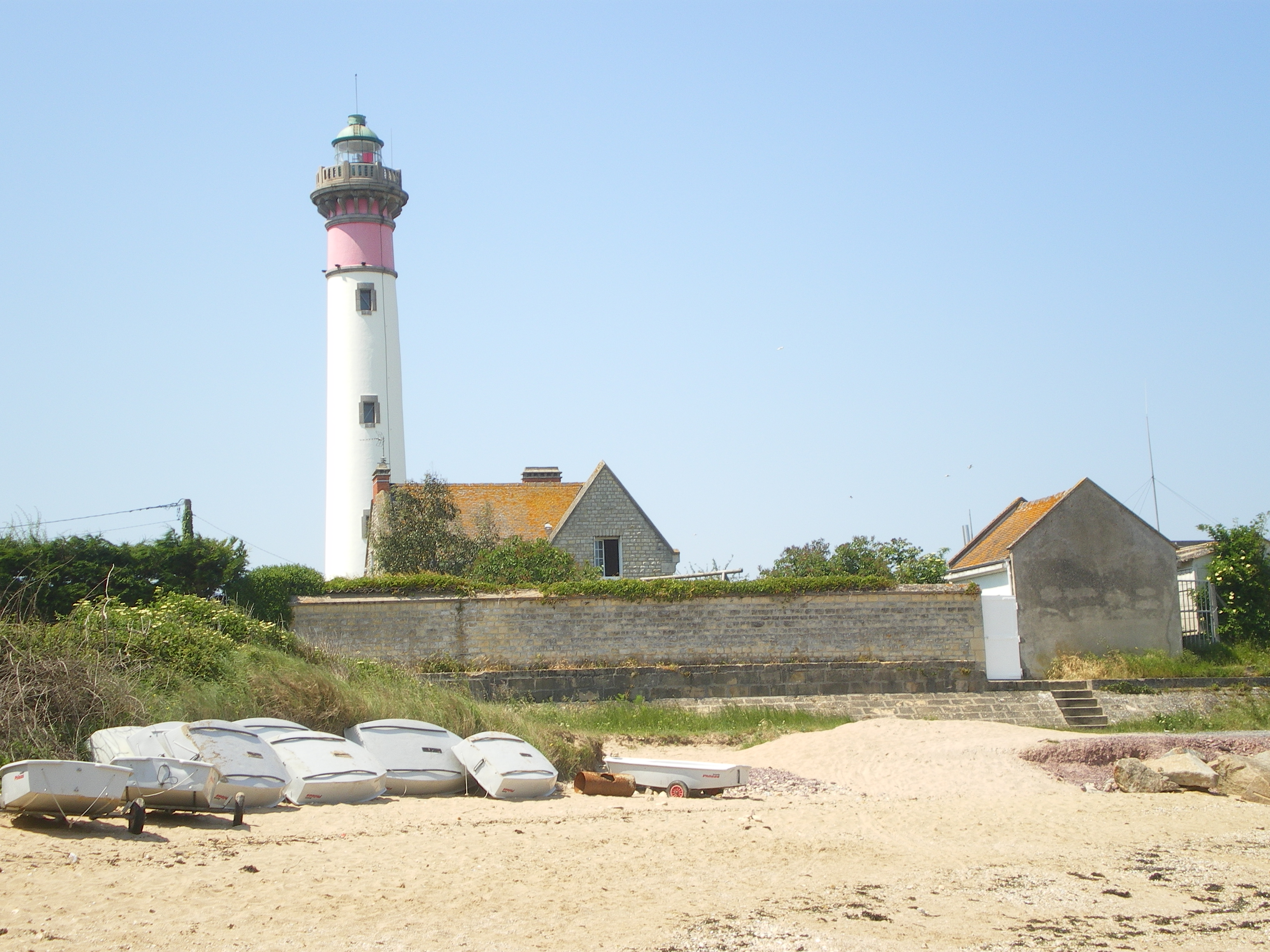
Le phare et la promenade Pierre Duport à Ouistreham.
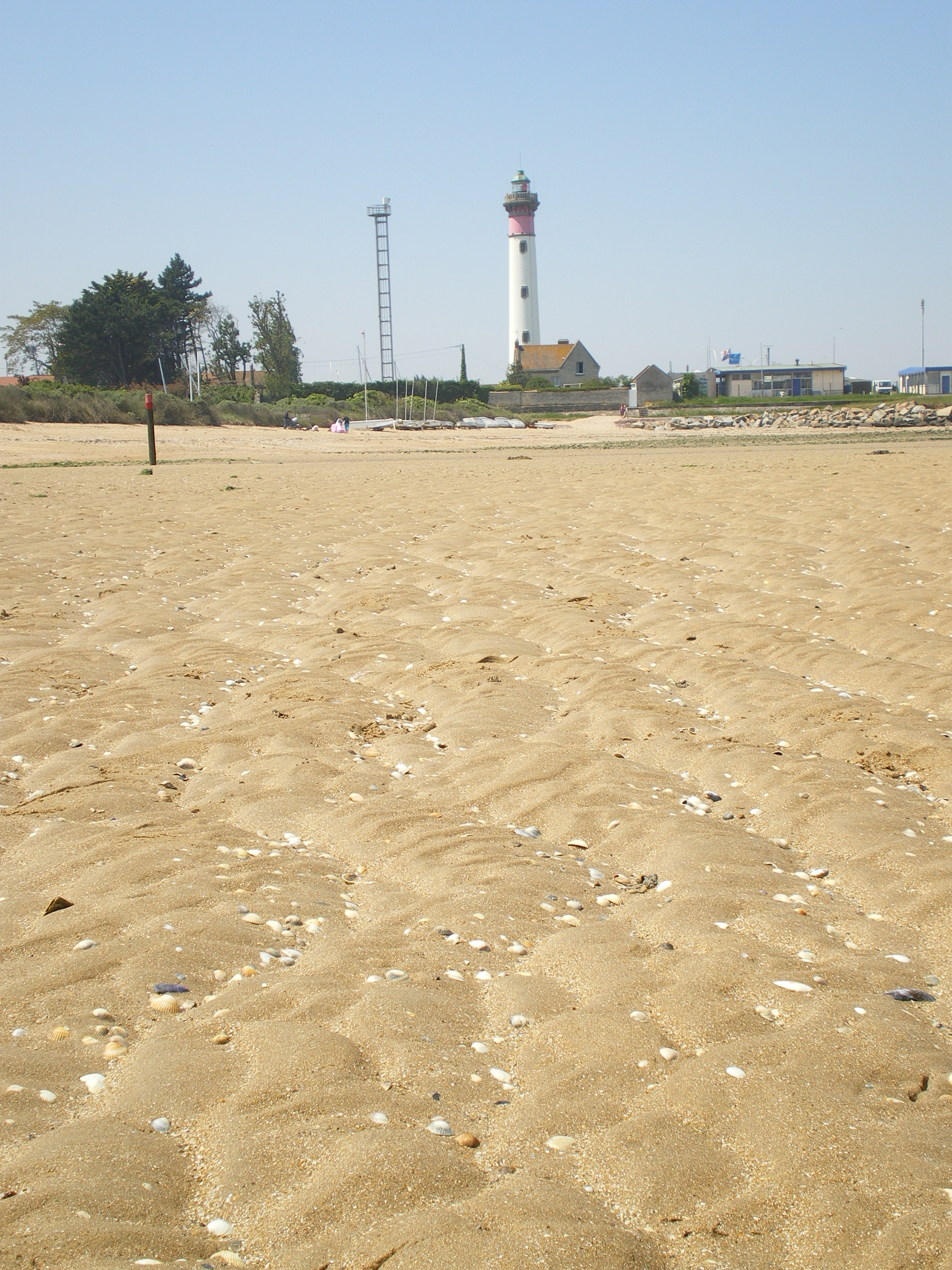
Le phare de Ouistreham et la plage bordant l'estuaire de l'Orne.
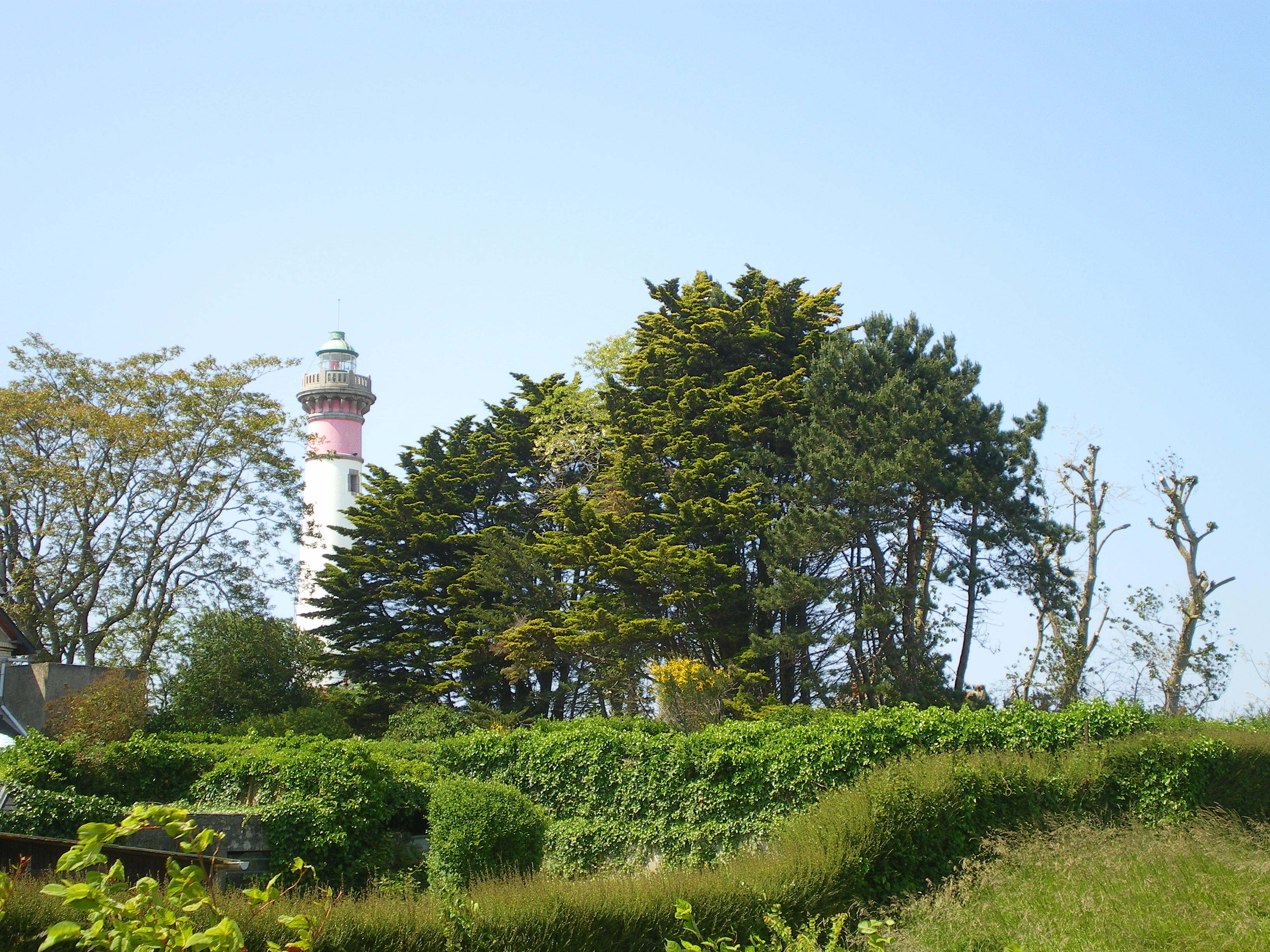
Le phare de Ouistreham vu de la rue Marthe Janvier, derrière un rideau d'arbres.
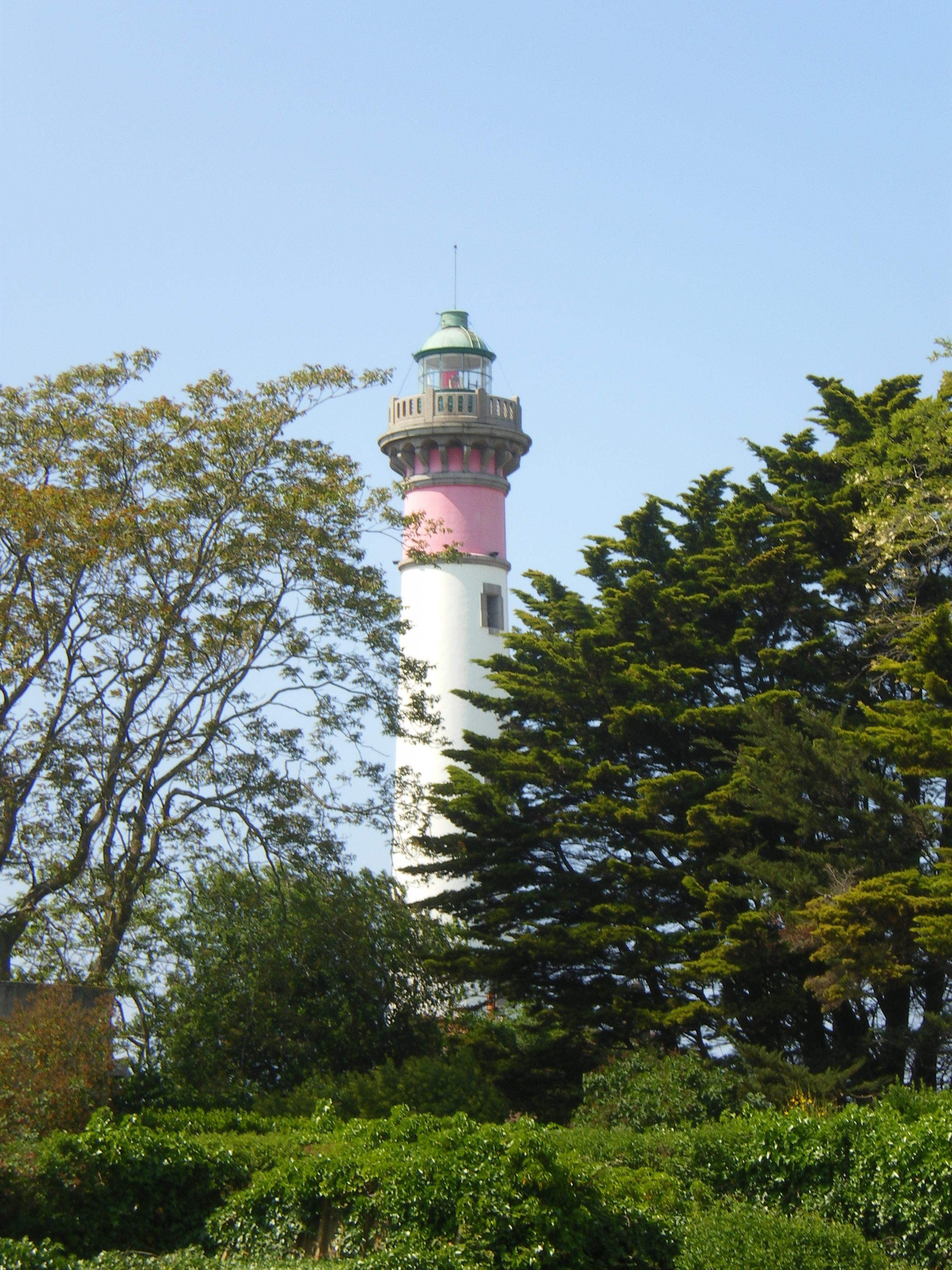
Le phare de Ouistreham vu de la rue Marthe Janvier.